# Harold Andrews (cầu thủ bóng đá, sinh năm 1897)
Harold Edgar Ramsden Andrews (8 tháng 6 năm 1897 – 20 tháng 5 năm 1984) là một cầu thủ bóng đá người Anh thi đấu ở vị trí tiền đạo tầm xa. Sinh ra ở Earby, ông thi đấu 8 trận và ghi 1 bàn thắng tại Football League Third Division North cho Nelson trong mùa giải 1921–22 trước khi trở thành cầu thủ ghi bàn xuất sắc ở bóng đá non-league.